# Schuyler Mansion

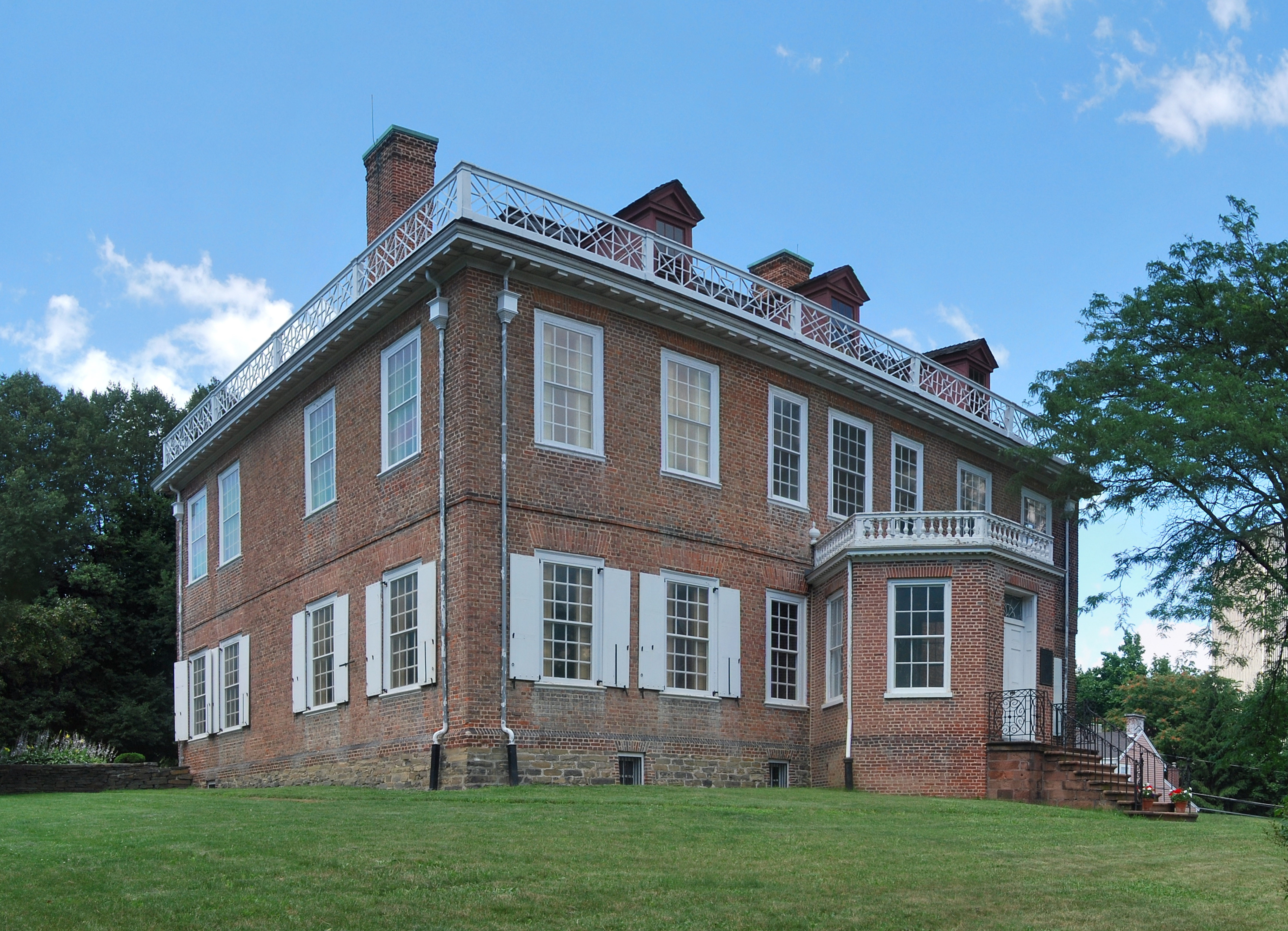
Schuyler Mansion (2012)

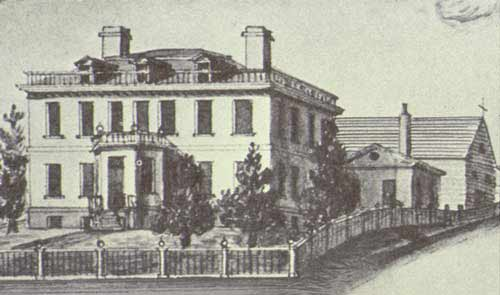
Aquarellzeichnung des Gebäudes von Philip Hooker, 1818

Schuyler Mansion ist ein historisches Gebäude in der Catherine Street 32 in Albany, New York. Die zwischen 1761 und 1762 von Philip Schuyler erbaute Backsteinvilla wurde am 24. Dezember 1967 zur National Historic Landmark erklärt und wird heute als Museum genutzt. Schuyler, später General in der Kontinentalarmee, war einer der frühen Senatoren der Vereinigten Staaten. Die Schuyler Mansion bewohnte er von 1763 bis zu seinem Tod im Jahre 1804.

## Geschichte
Schuyler begann das Land für den Bau der Villa um 1760 zu erwerben. Das Gebäude wurde größtenteils in seiner Abwesenheit errichtet, während er sich auf Geheiß seines Mentors John Bradstreet in England aufhielt. Schuyler nannte seine Villa selbst The Pasture (engl. für ‚Weide‘), da der Blick in Richtung des Hudson River über Weideland hinwegging. Schulyer und seine Ehefrau zogen acht von ihren elf gemeinsamen Kindern in dem Haus groß, zu dem ursprünglich 32 Hektar Land gehörte. Schuyler Mansion wurde durch etliche bekannte Persönlichkeiten besucht, darunter George Washington, und diente mehrere Tage als Unterkunft und Gefängnis für den britischen General John Burgoyne nach seiner Niederlage bei der Schlacht von Saratoga. Am 14. Dezember 1780 fand die Eheschließung zwischen Alexander Hamilton und Schuylers Tochter Elizabeth in der Villa statt. Am 7. August 1781 griffen Indianer die Villa an, ein erfolgloser Versuch der Loyalisten Schuyler zu entführen.
Nach Philip Schuylers Tod 1804 umfasste der Besitz über einhundert Parzellen Bauland, die unter seinen zahlreichen Kindern aufgeteilt wurden. Von 1886 bis 1913 diente die Villa als Waisenhaus, anschließend ging die Villa in den Besitz des Staates über.
Schuyler Mansion wurde restauriert und am 17. Oktober 1917 unter Denkmalschutz gestellt. Im Dezember 1967 erhielt das Gebäude den Status eines National Historic Landmarks und wurde in das National Register of Historic Places eingetragen. Außerdem ist das Anwesen Contributing Property des South End–Groesbeckville Historic Districts, der im September 1984 gebildet wurde.